# Renzo Tjon A Joe
Renzo Tjon A Joe (ur. 8 lipca 1995) – surinamski pływak, olimpijczyk. 

## Życiorys
Uczestniczył w igrzyskach olimpijskich w Rio de Janeiro. Wystartował w wyścigu pływackim na 50 metrów stylem dowolnym. W eliminacjach zajął 21. miejsce, uzyskując czas 22,23, ustanawiając tym samym rekord kraju na tym dystansie. 
Wziął udział w Igrzyskach Ameryki Południowej w 2018 roku. Na dystansie 50 metrów stylem dowolnym zdobył złoty medal, zaś na 100 metrów zajął trzecie miejsce. 